# Boeing 707
Boeing 707 là một dòng máy bay phản lực thân hẹp, một tầng, một lối đi, bốn động cơ đầu tiên trên thế giới do Boeing Commercial Airplanes sản xuất từ năm 1958 đến năm 1979. Các phiên bản của máy bay có sức chứa từ 140 đến 219 hành khách tầm bay 2.500 đến 5.750 hải lý (2.880 đến 6.620 mi; 4.630 đến 10.650 km).
Được phát triển như máy bay phản lực đầu tiên của Boeing, 707 là một thiết kế cánh quét với động cơ gồ ghề. Mặc dù nó không phải là máy bay phản lực đầu tiên phục vụ nhưng 707 là chiếc đầu tiên thành công về mặt thương mại. Thống trị vận tải hàng không hành khách trong những năm 1960 và vẫn còn phổ biến đến những năm 1970, 707 được ghi nhận là mở ra thời đại máy bay bốn động cơ phản lực. Nó đã được Boeing là một trong những nhà sản xuất máy bay chở khách lớn nhất và dẫn đến loạt máy bay chở khách sau này với ký hiệu "7X7". Các máy bay 720, 727, 737 và 757 sau này có chung các thiết kế thân máy bay của 707.
707 được phát triển từ Boeing 367-80, một máy bay phản lực nguyên mẫu đầu tiên bay vào năm 1954. Một mặt cắt thân máy bay lớn hơn và các sửa đổi khác dẫn đến việc sản xuất ban đầu 707-120, được cung cấp bởi động cơ phản lực Pratt & Whitney JT3C, lần đầu tiên bay vào ngày 20 tháng 12 năm 1957. Pan American World Airways bắt đầu dịch vụ 707 thường xuyên vào ngày 26 tháng 10 năm 1958. Các công cụ phái sinh sau này bao gồm 707-138 rút ngắn và 707-320 kéo dài, cả hai đều đi vào dịch vụ vào năm 1959. Biến thể nhẹ hơn và tầm bay ngắn hơn, 720, được giới thiệu vào năm 1960. 707-420, phiên bản của 707 kéo dài với động cơ phản lực Rolls-Royce Conway, ra mắt năm 1960, trong khi các động cơ phản lực Pratt & Whitney JT3D ra mắt trên các mẫu 707-120B và 707-320B vào năm 1961 và 1962, tương ứng.
707 đã được sử dụng trên các chuyến bay nội địa, xuyên lục địa và xuyên Đại Tây Dương, và cho các vận chuyển hàng hóa và quân sự. Một mẫu vận tải hành khách chuyển đổi, 707-320C, được đưa vào sử dụng vào năm 1963 và hành khách 707 đã được sửa đổi thành cấu hình vận chuyển hàng hóa. Các dẫn xuất quân sự bao gồm máy bay trinh sát trên không E-3 Sentry và vận tải VIP C-137 Stratoliner. Boeing đã sản xuất và cung cấp 1.011 máy bay vận tải bao gồm loạt 720 nhỏ hơn; hơn 800 phiên bản quân sự cũng đã được sản xuất. Kể từ tháng 7 năm 2017, không có chiếc 707 hoạt động trong dịch vụ hàng không thương mại.